# Annona macroprophyllata
Annona macroprophyllata este o specie de plante angiosperme din genul Annona, familia Annonaceae, descrisă de John Donnell Smith. Conform Catalogue of Life specia Annona macroprophyllata nu are subspecii cunoscute.